# サミュエル・アイレンベルグ
サミュエル・アイレンベルグ（Samuel Eilenberg, 1913年9月30日 - 1998年1月30日）はポーランド出身でアメリカ合衆国の数学者である。

## 生涯
ワルシャワ生まれ。1936年ワルシャワ大学でKarol Borsukの指導の下、数学のPh.D.を取得、1939年にナチス・ドイツによるポーランド侵攻の後、渡米した。
長年コロンビア大学数学科教授を務めた。数学者集団ブルバキのメンバーでもあった。圏論の導入、代数的位相幾何学、ホモロジー代数に大きな業績を残した。
1986年にウルフ賞数学部門、1987年にスティール賞を受賞。